# Jungangtap-myeon
Jungangtap-myeon (koreanska: 중앙탑면) är en socken i den centrala delen av Sydkorea, 100 km sydost om huvudstaden Seoul. Den ligger i kommunen Chungju i provinsen Norra Chungcheong. Den hette fram till 1 februari 2014 Gageum-myeon (가금면).